# 严畯
嚴畯（2世紀165年後—3世紀242年後），字曼才，彭城（现江苏徐州）人，是三国时期东吴的重要文臣之一。

## 生平
嚴畯為人好學，“善《诗經》、《书經》、《三礼》，又好《说文解字》”，漢末大亂時到江東避難，与诸葛瑾、步骘、张昭子張承是好朋友，後與步騭、諸葛瑾遊走當地拜訪名士，逐漸齊名為當時英傑。不久被张昭推荐给孙权作骑都尉、从事中郎。
建安二十二年（217年），鲁肃逝世，临终時未留下遗言，也没有向孙权推荐过接班人，于是孙权打算让严畯接替其位。严畯很有自知之明，知道自己没有能力对抗在荆州的关羽和北面的曹魏，便坚决不接受此任命，对孙权说：“朴素书生，不闲军事，非才而据，咎悔必至。”孫權又試着让嚴畯騎馬，严畯卻跌下來，因此不再強迫。后来孙权成功地启用吕蒙，白衣渡江占领荆州。自知之明虽然不是经邦济世的大才能，但也十分难能可贵。
黃武七年（227年），出席呂範的葬禮，與孫權討論呂範為人。後孫權稱帝（229年），時任衛尉的嚴畯去出使蜀漢，被蜀相諸葛亮深深賞識。回國後的期間曾襯托張昭的注家造詣。後因保護廣陵舊友劉穎，而被孫權免官。
赤烏初，被任命為尚書令。241年，皇太子孫登的《臨終上疏》裡有嚴畯的名字。後卒，享年七十八歲。

## 家庭
- 嚴凱，嚴畯子，官至升平少府。
- 嚴爽，嚴凱弟。[12]
- 嚴武，字子卿，嚴畯族子，江南八絕的棋絕。[13]

## 著作
严畯撰写了中国最早的潮汐学专篇《潮水论》，但可惜已佚，具体内容亦無考。另著有《孝经传》。

## 評價
陳壽：“性質直純厚，其於人物，忠告善道，志存補益。”評語：“張紘文理意正，為世令器，孫策待之亞於張昭，誠有以也，嚴、程、闞生，一時儒林也。至畯辭榮濟舊，不亦長者乎！”

## 《三國演義》
在《三国演义》中严畯僅有作为和诸葛亮舌战的群儒之一。

## 延伸阅读
[在维基数据编辑]
 《三國志/卷53》，出自陳壽《三國志》